# Greifenbach
Der Greifenbach (im Oberlauf Rotes Wasser genannt) ist ein linker Zufluss der Zschopau in Sachsen, Deutschland. 

## Verlauf

Der Greifenbach während der Schneeschmelze

Er entspringt unter dem Namen Rotes Wasser im Geyerschen Wald in der Nähe von Zwönitz und wird seit 1396 in der Nähe der Greifensteine in drei Teiche, die einst für den Zinnbergbau angelegt wurden, angestaut. Der Obere Geyersche Schutzteich, der seit seiner Erweiterung im 20. Jahrhundert den Namen Greifenbachstauweiher trägt, ist der größte und seit 1968 als Naherholungsgebiet bekannt. Unterhalb dieses Stausees wird der Bach als Greifenbach bezeichnet. 
Im weiteren Verlauf durchquert der Greifenbach das Zinnbergbaugebiet zwischen Geyer und Ehrenfriedersdorf, wo der Ehrenfriedersdorfer Röhrgraben seit 1380 Wasser aus dem Bach auf die Bergwerke im Sauberg bei Ehrenfriedersdorf leitete. Beim Dorf Tannenberg mündet der Greifenbach in die Zschopau.

## Sonstiges
Über den Wasserlauf führte von 1904 bis 1977 der imposante Greifenbachviadukt der Schmalspurstrecke Geyer–Thum.